# Lighioane cu opt picioare
Lighioane cu opt picioare (titlu original: Eight Legged Freaks) este un film de groază de comedie din 2002 regizat de Ellory Elkayem cu David Arquette, Kari Wührer și Scott Terra în rolurile principale. Intriga filmului se referă la o colecție de păianjeni care sunt expuși la [[deșeu toxic |deșeuri toxice], lucru care îi face să ia proporții gigantice și începe să omoare oameni pentru a se hrăni. Filmul este dedicat memoriei lui Pilar Seurat, mama producătorului Dean Devlin, care a murit de cancer anul precedent.

## Distribuție
- David Arquette este Chris McCormick
- Kari Wührer este Șerif Sam Parker
- Scott Terra este Mike Parker
- Scarlett Johansson este Ashley Parker
- Doug E. Doug este Harlan Griffiths
- Rick Overton este Ajutor de șerif Pete Williams
- Leon Rippy este Wade
- Matt Czuchry este Bret
- Eileen Ryan este Gladys
- Frank Welker ca Vocea Consuelei, regina păienjenilor, și alte efecte vocale de păienjeni
- David Earl Waterman este Norman administratorul
- Tom Noonan (nemenționat) este Joshua Taft